# باربرا نيلسن
باربرا نيلسن (بالهولندية: Barbara Nielsen)‏ هي ممثلة هولندية، ولدت في 20 سبتمبر 1949 في مملكة هولندا.

## وصلات خارجية
- باربرا نيلسن على موقع IMDb (الإنجليزية)
- باربرا نيلسن على موقع ألو سيني (الفرنسية)
- باربرا نيلسن على موقع أول موفي (الإنجليزية)
- باربرا نيلسن على موقع ديسكوغز (الإنجليزية)
- باربرا نيلسن على موقع قاعدة بيانات الفيلم (الإنجليزية)
- باربرا نيلسن على موقع كينوبويسك (الروسية)